# Callopora bathyalis
Callopora bathyalis är en mossdjursart som beskrevs av Harmelin 1975. Callopora bathyalis ingår i släktet Callopora och familjen Calloporidae. Inga underarter finns listade i Catalogue of Life.